# Трансмиссометр

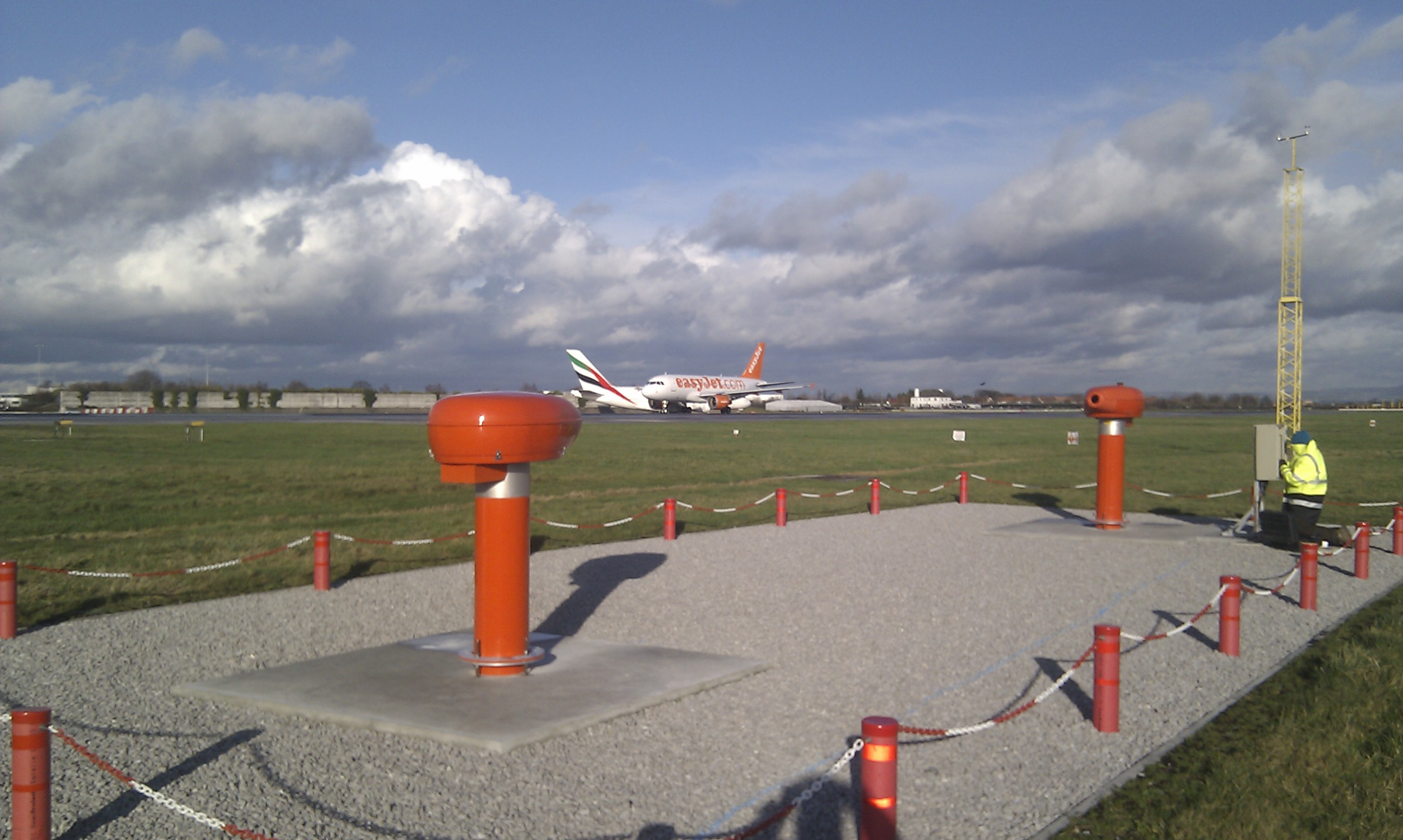
Трансмиссометр, установленный вблизи взлётно-посадочной полосы, 2012 г.

Трансмиссо́метр (регистратор дальности видимости, регистратор прозрачности) — прибор для измерения метеорологической оптической дальности (устаревший синоним — метеорологическая дальность видимости), определяемой как длина пути в атмосфере, необходимая для ослабления светового потока коллимированного пучка света до значения 0,05 первоначальной величины. Относится к виду фотометров: измерители видимости.

## Общие сведения
Трансмиссометр, излучая и принимая световой пучок, прошедший путь, называемый измерительной базой, определяет коэффициент прозрачности атмосферы, рассчитанный на километровую единицу длины, которая затем по формуле Кошмидера пересчитывается на искомую метеорологическую дальность видимости. Одним из достоинств устройства является возможность его самокалибровки, основанная на точном знании величины измерительной базы.
Обычно трансмиссометры используются на авиаметеорологических станциях для метеообеспечения взлета и посадки воздушных судов. То есть там, где нужны данные только о прозрачности среды.
Также трансмиссометры используется в океанологии и лимнологии с целью измерения оптических свойств природной воды.

## Типы существующих трансмиссометров

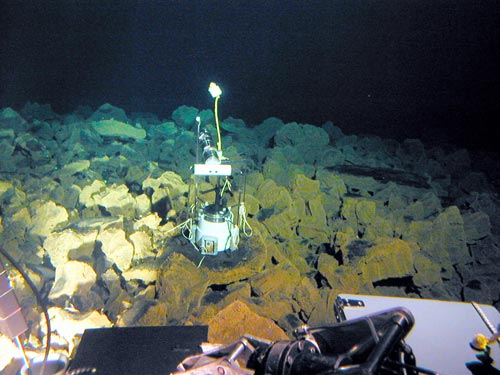
Трансмиссометр, расположенный на юго-западной части подводного вулкана, для измерения прозрачности воды

Существуют трансмиссометры двух типов — однобазовые и двухбазовые. Первые представляют собой два блока, размещённых на концах измерительной базы. Блок излучения на одном конце и блок фотоэлектрического приемника на другом. В двухбазовом трансмиссометре на одном конце измерительной базы находится блок приемоизлучающий, на другом конце — отражатель и приемник света. В настоящее время большее распространение получили двухбазовые трансмиссометры, как устройства, имеющие более высокую точность.